# Léo Le Blé Jaques
Léo Le Blé Jaques (Chêne-Bougeries, 2 gennaio 1997) è uno snowboarder francese, specializzato nello snowboard cross.

## Biografia
Originario di Chêne-Bougeries e attivo a livello internazionale dal dicembre 2012, Léo Le Blé Jaques ha debuttato in Coppa del Mondo il 12 dicembre 2015, giungendo 62º a Montafon. Ai Campionati mondiali di snowboard di Idre Fjäll 2021 ha vinto la medaglia di bronzo nello snowboard cross a squadre in coppia con Julia Pereira de Sousa-Mabileau. A Veysonnaz, il 20 gennaio 2021 ha ottenuto il suo primo podio nel massimo circuito, chiudendo al terzo posto nella gara vinta dal canadese Éliot Grondin.
In carriera ha preso parte a un'edizione dei Giochi olimpici invernali e a una dei Campionati mondiali di snowboard.

## Palmarès

### Mondiali
- 1 medaglia:
  - 1 bronzo (snowboard cross a squadre a Idre Fjäll 2021)

### Mondiali juniores
- 1 medaglia:
  - 1 argento (snowboard cross a squadre a Rogla 2016)

### Universiadi invernali
- 1 medaglia:
  - 1 oro (snowboard cross ad Almaty 2017)

### Coppa del Mondo
- Miglior piazzamento nella Coppa del Mondo di snowboard cross: 15º nel 2023
- 3 podi:
  - 1 secondo posto
  - 2 terzi posti